# Meloboris proxima
Meloboris proxima là một loài tò vò trong họ Ichneumonidae.